# Blue (banda)
Blue é uma boy band britânica de Pop/R&B e vencedor do Brit Awards, constituído pelos integrantes Duncan James, Antony Costa, Lee Ryan e Simon Webbe. A banda originalmente formada em 2000, lançaria três álbuns de estúdio (All Rise (2001), One Love (2002) e Guilty (2003)), todos eles chegando ao número um no Reino Unido, junto de dezesseis singles, durante um período de quatro anos. 
O grupo também trabalhou ao lado de artistas como Stevie Wonder, Elton John e Lil' Kim. No final de 2004, o grupo anunciou que eles estariam em hiato e lançaram seu primeiro álbum de compilação, o Best of Blue em 15 de novembro de 2004. No entanto, em 2005, o grupo confirmou que eles estariam separados devido a quererem seguir uma carreira solo.
Em 28 de abril de 2009, o Blue anunciou que eles haviam reagrupado, e voltariam ao palco no verão daquele ano. A banda representou o Reino Unido no Festival Eurovisão da Canção 2011, em Düsseldorf, na Alemanha, com a canção "I Can" chegar em 11º lugar com 100 pontos. Blue lançou seu quarto álbum de estúdio, Roulette em 2013, com "Hurt Lovers" como o primeiro single.
Blue vendeu 15 milhões de discos em todo o mundo. De acordo com a British Phonographic Industry (BPI), Blue foi certificado por 3,6 milhões de álbuns e 1,6 milhão de singles no Reino Unido.

## Biografia

### 2000-2001: O início eAll Rise
Em maio de 1999, Lee Ryan e Antony Costa se conheceram aos 15 e 17 anos, respectivamente, quando faziam uma audição para uma boy band no programa This Morning da ITV, com Simon Cowell montando o grupo. Ryan entrou na banda, assim como Will Young (que viria a ganhar a primeira série do Pop Idol em 2002), embora Costa não tenha sido escolhido.
A boy band nunca decolou, mas Ryan e Costa continuaram amigos após o encontro. Em 2000, Costa e outro de seus amigos, Duncan James, decidiram formar sua própria banda, e logo Ryan se juntou a eles. Seu empresário Daniel Glatman disse: "Duncan veio me ver com seu amigo, Antony Costa, que também estava na mesma posição [queria estar na indústria da música], e eles me disseram que queriam fazer algo juntos. perguntou se eles tinham alguém em mente para trabalhar, eles disseram que tinham um amigo, Lee Ryan, a quem eles queriam convidar para se juntar a sua banda. Os três vieram alguns dias depois e eu fiquei completamente impressionado com as estrelas incrivelmente talentosas que estavam diante de mim". Ryan, Costa, James e Glatman sentiram que algo estava faltando e então eles fizeram um teste para um quarto membro, uma posição eventualmente preenchida pelo colega de apartamento de Ryan, Simon Webbe.
Blue surgiu em 2001 com o álbum de estreia, All Rise e o primeiro single de mesmo nome lançado em maio daquele ano. O single entrou na parada britânica em quarto lugar e ficou no Top 10 britânico por cinco semanas. Os outros dois singles "Too Close" (cover do grupo Next) e "If You Come Back" viraram grandes hits e ficaram na primeira posição nas paradas vendendo mais de 200,000 cada.
O álbum All Rise teve bastante sucesso e vendeu mais de 1,5 milhões de cópias só no Reino Unido, ficando em primeiro lugar nas paradas durante 23 semanas. Ganharam muitos prêmios como "Best Newcorner" no BRIT Awards de 2002 e também no Smash Hits Awards, e "Best Single", "Best Newcorner" e "Best Pop Act" no Capital FM Awards.
Em março de 2002, o grupo atingiu o top 10 britânico com o seu novo single "Fly By II" (a canção foi refeita e remixada), que chegou a primeira posição e teve um enorme sucesso nas rádios do Reino Unido.

### 2002-2003:One LoveeGuilty
Em novembro de 2002 lançaram o segundo álbum, One Love. O álbum entrou nas paradas em primeiro lugar e vendeu mais de 1,3 milhão de cópias no Reino Unido e 2,7 milhões no mundo. O primeiro single, "One Love" foi para o Top 3 britânico e fez que o Blue conseguisse seu segundo single consecutivo nas rádios. Em seguida veio o segundo single do álbum, "Sorry Seems to Be the Hardest Word", um dueto do Blue com o cantor Elton John. Lançado em 2002, esse foi o terceiro single do grupo que chegou em primeiro nas paradas britânicas. Em junho de 2003, Hugh e David Nicholson da banda escocesa de 1970 chamada Blue, levou o grupo para o tribunal. O caso foi um de Alta Corte de alto nível sobre os direitos de usar o nome Blue. Depois de alguma negociação, os dois grupos concordaram em desistir do caso e ambos foram autorizados a continuar a ser conhecido como Blue e usar o nome no mercado.
O Blue terminou o ano de 2002 ganhando os prêmios de "Best Pop Act" no TOTP (Top of the Pops) Awards 2002, e "Best UK Band" e "Best Live Act" no Smash Hits Awards 2002. Em fevereiro de 2003, o grupo fez uma performance da música "Riders" no BRIT Awards e ganharam o prêmio de "Pop Act" na premiação. O terceiro single de One Love foi "U Make Me Wanna" cujo videoclipe foi gravado num iate na África do Sul.
Ganharam mais prêmios tanto no país natal quanto no exterior incluindo "Favourite Group" da Capital Radio (no Reino Unido), "Best Pop Video" da MTV Japão e "Best International Group" da MTV Ásia. O grupo teve grande repercussão e vendas na Nova Zelândia, Bélgica, Noruega, Malásia, Austrália, Suécia, Dinamarca, Hong Kong, Irlanda e Tailândia.
Depois de passar o tempo gravando e viajando em turnê para a Europa e o Extremo Oriente e aparecendo em festivais pelo Reino Unido, o Blue viria com um novo álbum.
Guilty foi lançado em 2003 e o álbum e também o single ficaram em segundo lugar nas paradas do Reino Unido. Os próximos singles foram "Signed, Sealed, Delivered I'm Yours" (uma parceria com Stevie Wonder e Angie Stone) que ficou em décimo primeiro lugar, "Breathe Easy" (ficou em quarto lugar) e "Bubblin'" (que ficou em nono lugar). O álbum vendeu 1 milhão de cópias no Reino Unido.
O grupo foi homenageado no filme Simplesmente Amor de 2003, quando foi feito uma brincadeira com o quarteto disputando o topo das paradas de sucesso com um dos protagonistas do filme, um velho e debochado roqueiro que fazia uma "versão" natalina da canção "Love Is All Around", canção da banda de rock inglesa The Troggs.

### 2004-2009:Best of Blue, separação e carreiras solo

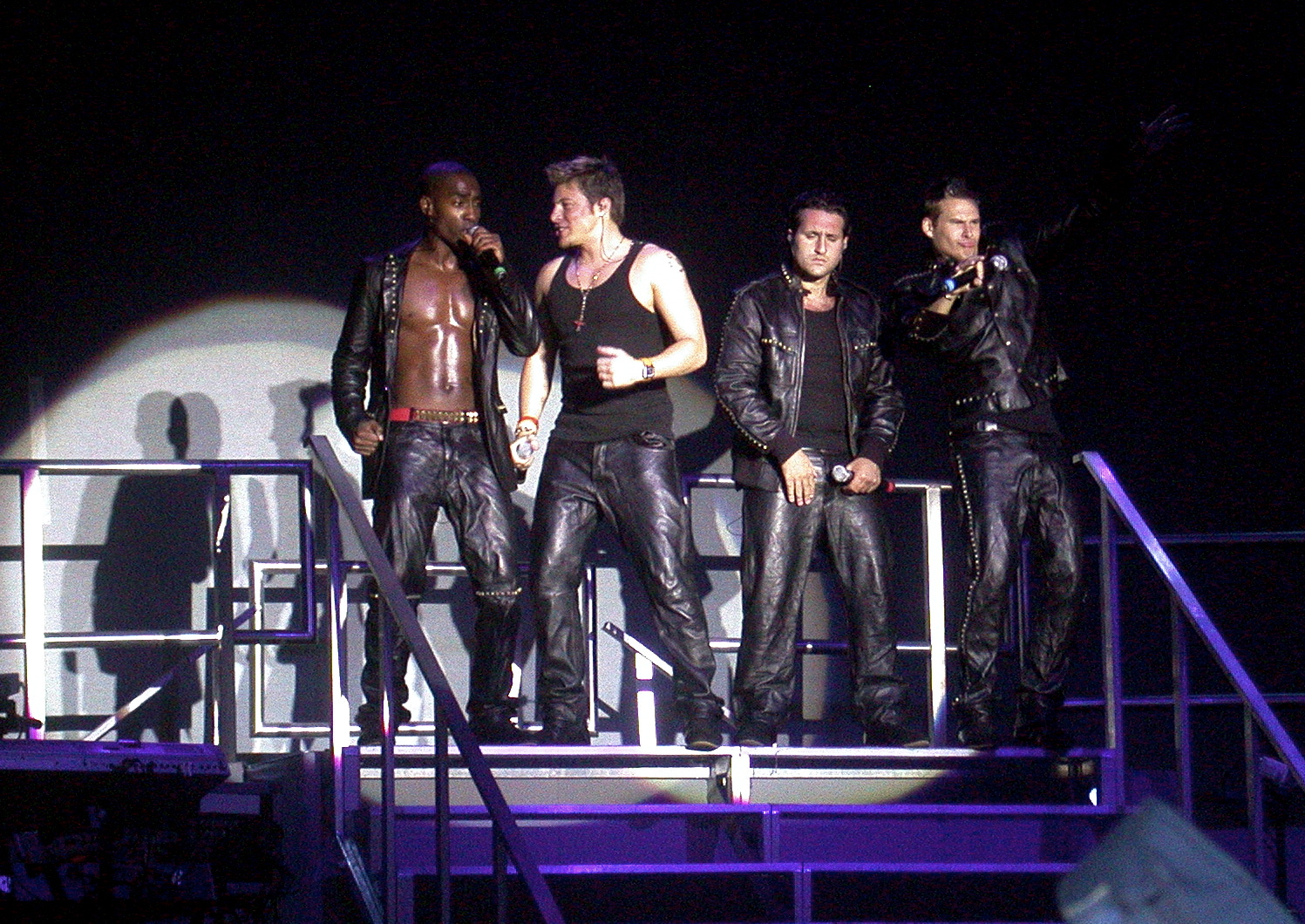
Blue performando na Greatest Hits Tour, em 2005.

Em 2004 lançaram a primeira compilação, Best of Blue, que veio com duas músicas que viraram singles, "Curtain Falls" e "Get Down on It" (uma parceria com o Kool & the Gang e Lil' Kim).
Em 2005, o grupo anunciou que iria parar e entrar em hiato. Após sua separação, todos os quatro membros da banda embarcaram em carreira solo. Simon Webbe se tornou o bem mais sucedido dos quatro, lançando dois álbuns solo, e ganhou quatro sucessos no top 10 britânico, incluindo "Lay Your Hands", "No Worries" e "Coming Around Again". Lee Ryan alcançou um sucesso menor, lançando um álbum de estúdio top 10 e quatro singles, dois dos quais atingiu o top 20. Duncan James lançou um álbum de estúdio e três singles, e o sucesso só se consegue com o seu disco de estreia, Sooner or Later. Antony Costa alcançou o sucesso, pelo menos, lançando somente um single. Ryan pretendia lançar um segundo álbum de estúdio, mas o lançamento foi cancelado; e Webbe pretendia lançar um terceiro, no entanto, seus lançamentos foram adiados devido à reunião do Blue.
Em abril de 2009, a banda concordou em se apresentar no festival Silverstone Classic em agosto. Em 7 de junho se apresentaram na Capital FM’s Summertime Ball, que se realizou no Estádio de Emirados de Londres. Foi revelado que o Blue tinha reformado e tinha escrito novo material, que deveria ser lançado em uma parceria conjunta com as gravadoras Innocent e EMI Music, mas isso nunca aconteceu na época.

### 2011-2012: Retorno e Festival Eurovisão da Canção

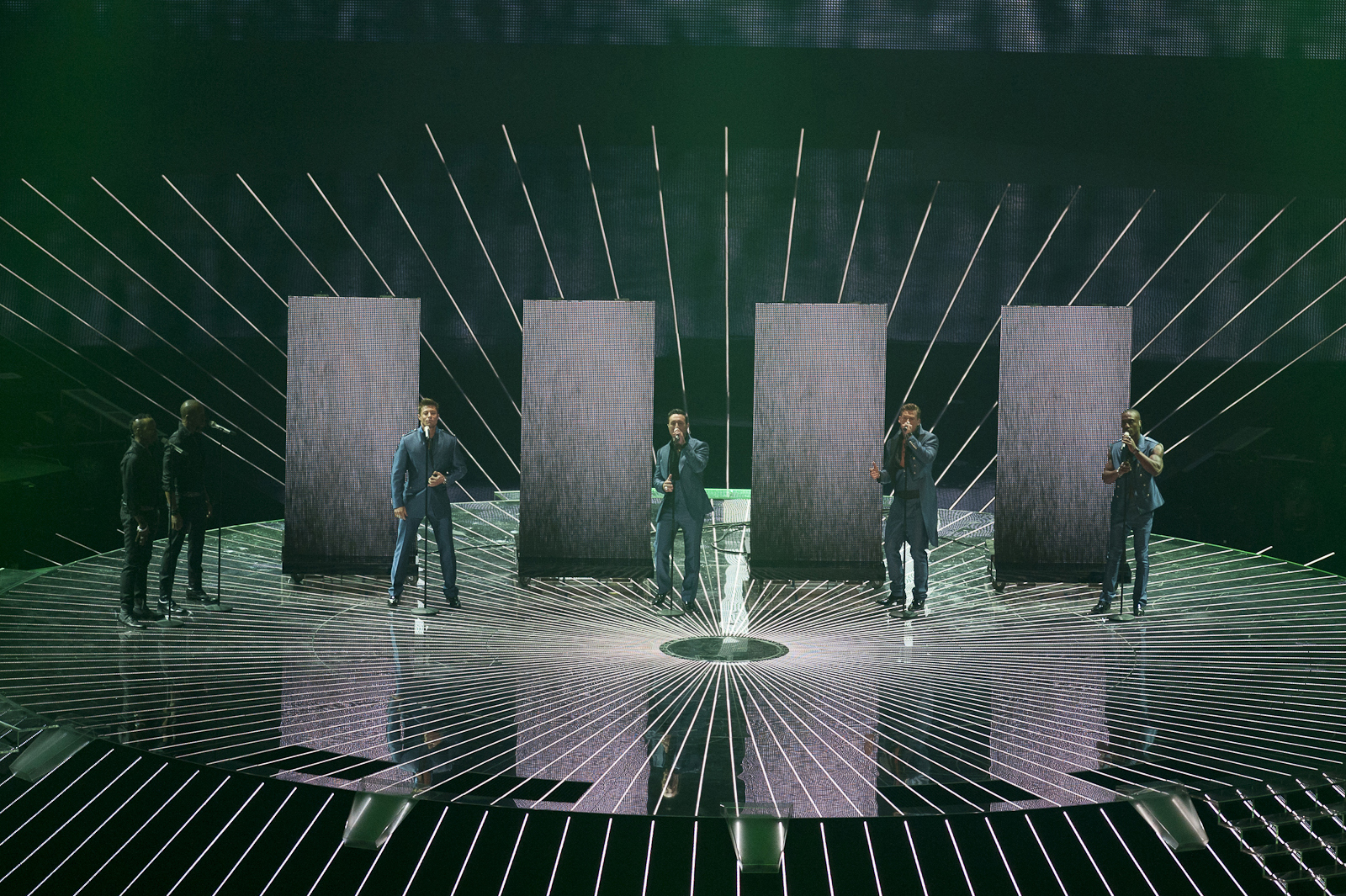
Blue na final do Festival Eurovisão da Canção 2011.

Foi anunciado em 26 de janeiro de 2011 que o Blue iria representar o Reino Unido no Festival Eurovisão da Canção 2011 em Düsseldorf na Alemanha com a canção "I Can". O acontecimento coincide com o aniversário de 10 anos de carreira do grupo e foi ao ar na televisão britânica uma hora de documentário com o Blue se preparando para a final do Eurovisão 2011. A final foi em 14 de maio de 2011 e o Blue terminou em 11º posição com 100 pontos.
Blue revelou que estava trabalhando com Bruno Mars no quarto álbum. Numa entrevista com a Digital Spy, Lee Ryan disse: "Nós estamos escrevendo com Ne-Yo, e eu tenho escrito pelo menos um par de canções no meu próprio, que provavelmente irá fazer o álbum. Nós também estamos trabalhando com Bruno Mars em uma música chamada "Black and Blue" - ele está enviando suas peças ao longo de uma demo que gravamos há um tempo atrás ele tem algumas notas assombrando no refrão..."
Blue fez uma turnê em Manila junto com o integrante do 98 Degrees, Jeff Timmons e com a boy band britânica A1 em 25 de fevereiro de 2012. Eles performaram três dias depois no Singapore Indoor Stadium com A1 e Timmons. O concerto se intitula The Greatest Hits Tour: Blue, Jeff Timmons of 98 Degrees and A1 – Live in Singapore.
Em 22 de junho de 2012, a banda estreou sua nova canção, "Hurt Lovers", durante um show na China. Em entrevista logo após o show, a banda afirmou que "Hurt Lovers" foi uma das primeiras faixas que gravou depois de se reunirem, e que era uma escolha óbvia para o seu single de retorno. Recebeu recepção positiva em toda a Ásia, antes de ser estreado oficialmente na Alemanha em 6 de outubro de 2012. Assim, os criadores do filme Schluss Macher se aproximaram da banda, e perguntou se a música poderia ser usada como o tema oficial do filme. Assim, a faixa recebeu um lançamento antecipado na Alemanha em 4 de janeiro de 2013, antes de ser lançado em todo o mundo no final do ano. Na promoção do single, a banda se apresentou ao vivo no Vocea României (o The Voice romeno) em 4 de dezembro de 2012, bem como embarcar em uma turnê acústica de rádio em seis cidades da Alemanha.

### 2013:The Big ReunioneRoulette

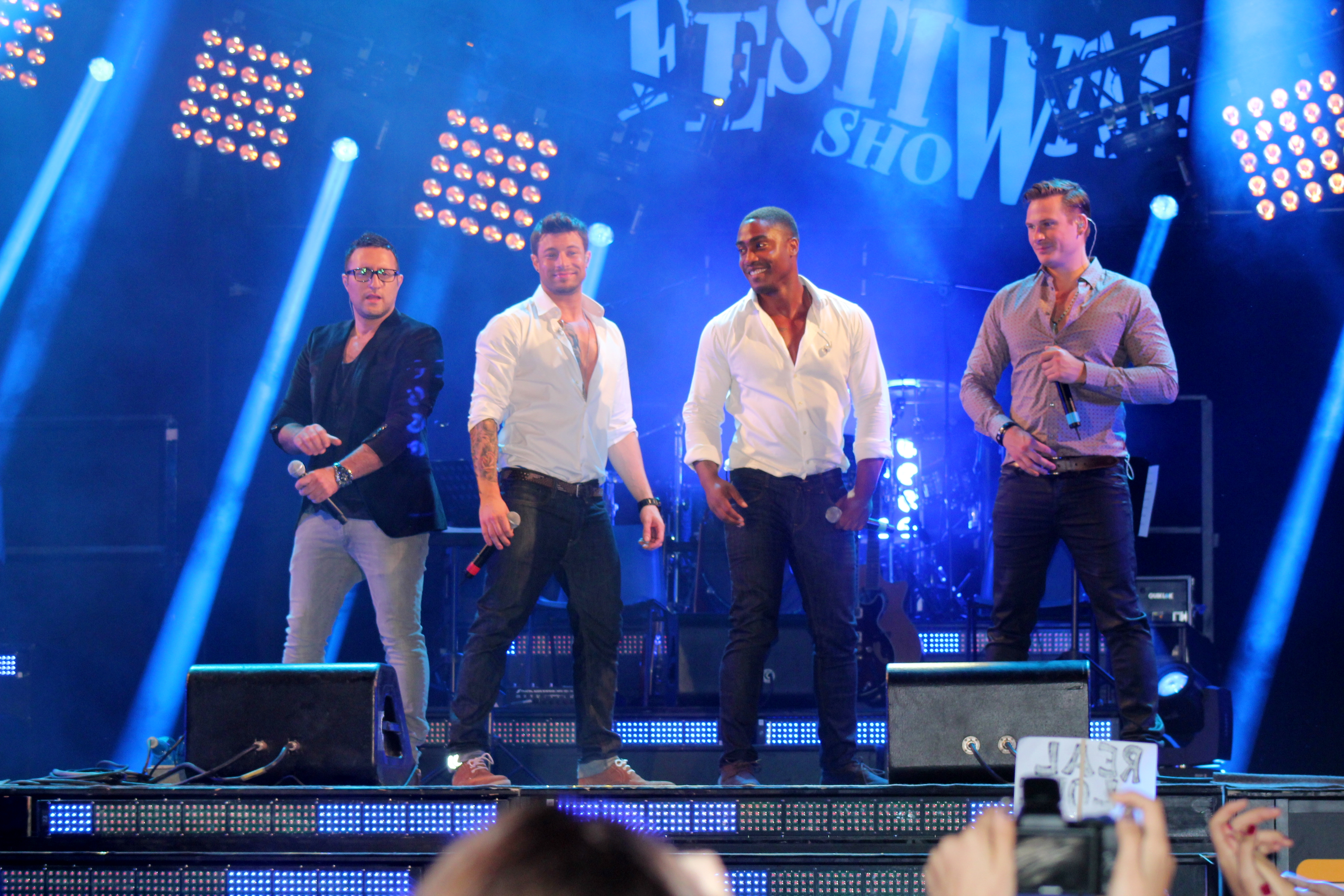
Blue performando na Itália em 2013

Em outubro de 2012, o grupo confirmou através de sua página oficial do Facebook de que o título de seu quarto álbum de estúdio seria Roulette. Também foi revelado que o álbum recebeu um lançamento antecipado na Alemanha, sendo disponibilizado a partir de 25 de janeiro de 2013. A banda tirou fotos da arte do álbum em um cassino abandonado em novembro de 2012. Em 21 de fevereiro de 2013, foi confirmado que o grupo iria se juntar ao reality show do ITV2 The Big Reunion em que seis grupos pop do passado fazem um show incluindo B*Witched, Atomic Kitten e Five. Em maio de 2013, o grupo entrou em turnê no Reino Unido e na Irlanda com os outros grupos na série de concertos Big Reunion.
Em 15 de março de 2013, foi relatado que, após a primeira aparição do grupo em The Big Reunion, o seu primeiro álbum de greatest hits, o Best of Blue, havia subido na parada do iTunes, chegando ao número 7. A edição britânica do Roulette foi lançado em 29 de abril de 2013.

### 2014-2015:Colourse declarações de falências
Em meados de 2014, foi relatado que Simon Webbe, Duncan James e Antony Costa tinham declarado falência no ano anterior. Lee Ryan também enfrentou má publicidade depois de sua aparição no Celebrity Big Brother 13 e seu rompimento com a companheira confinada Jasmine Waltz, enquanto ele e Webbe também foram relatados de estarem sofrendo de depressão.
O Blue estrelou seu próprio programa de TV no ITV2 chamado Blue Go Mad em Ibiza, que seguiu a banda enquanto eles corriam o seu próprio bar em Ibiza. Mal sabiam eles que estavam numa pegadinha, todos os envolvidos, com exceção dos próprios Blue, eram atores que propositadamente fizeram as coisas o mais estranho possível.
Em novembro de 2014, Blue anunciou que havia assinado um contrato de gravação de dois álbuns com a Sony Music. O quinto álbum, Colours, foi lançado em 2 de março de 2015. O álbum teve um desempenho inferior, vendendo apenas 4.000 cópias em sua primeira semana de lançamento, que resultou na saída da banda da gravadora em abril.
Blue então embarcou em uma turnê de 16 datas em todo o Reino Unido durante março e abril de 2015. Em 9 de maio de 2015, Blue se apresentou no VE Day 70: A Party to Remember (um concerto e festa temático dos anos 1940 transmitido pela BBC) na Horse Guards Parade, em Londres, vestidos como oficiais da RAF da Segunda Guerra Mundial. Ainda em maio, Lee Ryan foi forçado a declarar falência por uma empresa de cobrança de dívidas e teve todos os seus bens congelados. A empresa da banda, Blueworld Ltd, já tinha falido em maio de 2013 - com os membros culpando as más decisões tomadas por sua antiga administração.

### 2017-presente: Dificuldades financeiras, 20º aniversário de carreira eHeart & Soul
Em abril de 2017, Blue postou uma imagem deles no estúdio em sua conta no Instagram, bem como uma imagem de Lee Ryan tocando guitarra com o "#6", aparentemente indicando que a banda estava trabalhando em seu sexto álbum de estúdio. O álbum também foi confirmado pelo membro da banda Simon Webbe em agosto, porém o projeto foi adiado quando a Sony Music não renovou o contrato. O Blue também lançou sua biografia All Rise: Our Story em 19 de outubro do mesmo ano.

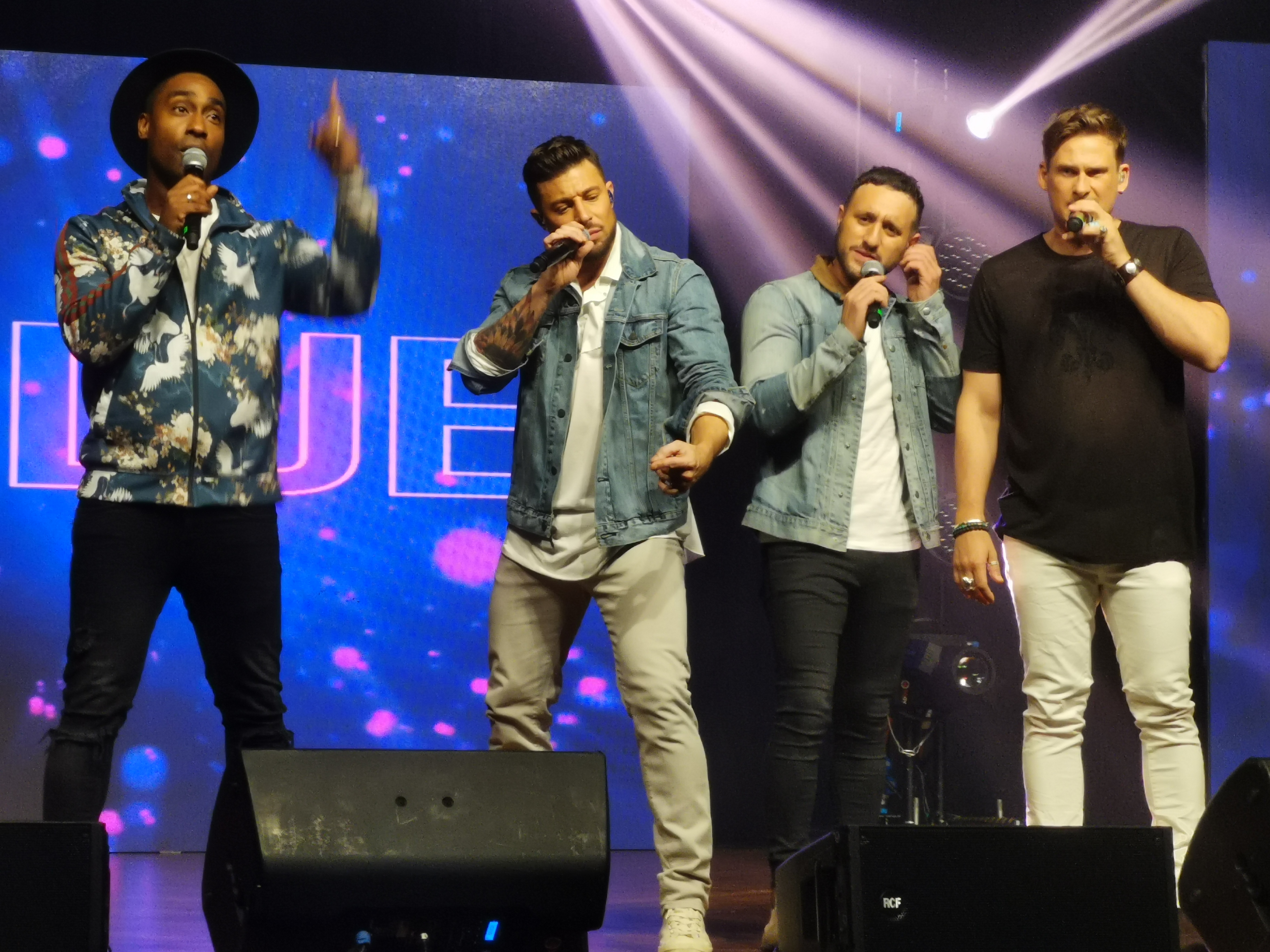
Blue durante seu show ao vivo em Kuala Lumpur, Malásia, em 2019

Em 2019, eles se apresentaram em anúncios de TV para a marca de boilers, Ideal Boilers, depois de revelar que estavam tendo dificuldades financeiras e problemas para conseguir uma nova gravadora ou lançar um novo álbum. Depois disso, a banda decidiu apenas sair em turnê pelos próximos anos, alternando com seus projetos solo – Antony Costa e James focaram na carreira de ator e Ryan e Webbe lançaram músicas solo. O grupo disse que não tinha planos de lançar material novo, apenas turnês.
Em 30 de novembro de 2021, o Blue confirmou que faria uma turnê na arena para comemorar seu 20º aniversário, também foi confirmado que o Atomic Kitten os apoiaria na turnê.
Em 11 de abril de 2022, o grupo anunciou que seu sexto álbum de estúdio Heart & Soul, seria lançado em 9 de setembro. Em 24 de maio, eles lançaram o single e o videoclipe "Haven't Found You Yet" - o primeiro single em sete anos. Em 29 de junho de 2022, o grupo lançou o single "Dance with Me", uma cover do grupo 112 de 2001. A data de lançamento de Heart & Soul mudou para 28 de outubro.
Em novembro de 2022, Blue se apresentou em um fan festival no Catar para a Copa do Mundo FIFA de 2022. A aparição atraiu críticas devido aos abusos dos direitos humanos no Catar e às rígidas leis anti-LGBT.

## Integrantes
- Duncan James (2001-2005, 2011-presente)
- Antony Costa (2001-2005, 2011-presente)
- Lee Ryan (2001-2005, 2011-presente)
- Simon Webbe (2001-2005, 2011-presente)

## Discografia

### Álbuns de estúdio
- All Rise (2001)
- One Love (2002)
- Guilty (2003)
- Roulette (2013)
- Colours (2015)
- Heart & Soul (2022)[37]

### Coletâneas
- Best of Blue (2004)

## Turnês
Como atração principal
- One Love Tour (2002-03)
- Guilty Tour (2003-04)
- Greatest Hits Tour (2004-05)
- Roulette Tour (2013-15)
- Colours Tour (2015–18)
- Blue Live (2016–2017)
- 20th Anniversary Heart & Soul Tour (2022)
- Greatest Hits Tour (2024)

Como participante
- The Big Reunion (2013) (com vários artistas)
- The Big Reunion Boy Band Tour (2014) (com vários artistas)

## Prêmios e nomeações
| Ano  | Trabalho   | Prêmio                                          | Resultado |
| ---- | ---------- | ----------------------------------------------- | --------- |
| 2001 | "All Rise" | The Record of the Year for Best Single          | Indicado  |
| 2001 | Blue       | TMF Award for Best Breakthrough Artist/Newcomer | Venceu    |
| 2002 | Blue       | Brit Award for British Breakthrough Act         | Venceu    |
| 2002 | Blue       | Brit Award for British Pop Act                  | Indicado  |
| 2003 | Blue       | Brit Award for British Group                    | Indicado  |
| 2003 | Blue       | Brit Award for British Pop Act                  | Venceu    |
| 2003 | Blue       | MTV Asia Award for Favorite Pop Act             | Venceu    |
| 2003 | Blue       | MTV Asia Award for Favorite Breakthrough Artist | Indicado  |
| 2004 | Blue       | MTV Asia Award for Favorite Pop Act             | Venceu    |
| 2005 | Blue       | MTV Asia Award for Favorite Pop Act             | Indicado  |